# Miguel Oblitas Bustamante
Miguel Oblitas Bustamante est un musicien et musicologue péruvien.

## Biographie
Miguel Oblitas Bustamante naît à Nazca (province de la région d'Ica). Il est compositeur, musicologue, chef d'orchestre et de groupe, multi-instrumentiste et poète. Il étudie au Jardín Niño Jesús de Praga (1968), à l'Escuela Enrique Fracchia (1970–1971) et au Colegio Simón Rodríguez (1977–1980) à Nasca et à Mariscal de Orbegoso à Trujillo (1972-1977), où il fait la connaissance de l'orchestre symphonique de la ville du nord.
À Trujillo, il commence ses études musicales avec le professeur Alfonso Asmat Vega ; en 1980, il rejoint l'orchestre de musiciens de San Carlos à Nasca, dirigé par Gerardo Landa de Soria. Parallèlement, il étudie à la PRONACAPE (désormais CETPRO-Nasca) et à l'ESEP (désormais I.S.T.-Nasca). Il entre au Conservatoire national de musique en 1985, où il étudie la musicologie avec Américo Valencia, l'harmonie avec Seiji Asato et Walter Casas, le piano avec Rafael Prieto Velarde et Rosa América Silva Wagner.
En tant que compositeur, il suit des études privées avec Armando Guevara Ochoa. Il est membre de l'Orchestre symphonique national en tant qu'archiviste (1991–1992) et suit des cours de direction d'orchestre sous la direction du maestro José Carlos Santos Ormeño. Il est le créateur d'une archive d'œuvres de compositeurs péruviens et de compositeurs italo-péruviens, cette dernière étant parrainée par l'Institut italien de la culture. Il fonde aussi l'orchestre Música del Mundo avec lequel il donne des concerts didactiques et de gala sur différentes scènes de Lima et des provinces. En 2009, il travaille au Parlement andin à Lima et, début 2010, il dirige le programme culturel Nasca del Perú sur Cadena Sur Canal 19 à Nasca.
En décembre 2010, il présente son œuvre Nasca distrito, Nasca provincia Galería de Alcaldes 1893-2010. En janvier 2011, il remet à la municipalité provinciale la « Galerie des maires de Nasca », une collection de 52 tableaux retraçant des décennies de l'histoire de Nasca.

### Sources
- (es) Clara Petrozzi-Stubin, « Tesis doctoral : La música orquestal peruana de 1945 a 2005: Identidades en la diversidad » (consulté le 3 décembre 2013).
- (es) Clara Petrozzi-Stubin, « Música peruana para Orquesta desde 1821 », sur stubin.net (consulté le 3 décembre 2013).
- (es) Clara Petrozzi-Stubin, « La música orquestal peruana de 1945 a 2005: Identidades en la diversidad », sur helda.helsinki.fi (consulté le 3 décembre 2013).